# Schilowo (Rjasan)
Schilowo (russisch Ши́лово) ist eine Siedlung städtischen Typs in der Oblast Rjasan (Russland) mit 15.669 Einwohnern (Stand 14. Oktober 2010).

## Geographie
Die Siedlung liegt im Norden der Oka-Don-Ebene und südlich der Meschtschora-Tiefebene, etwa 80 Kilometer Luftlinie südöstlich des Oblastverwaltungszentrums Rjasan. Sie erstreckt sich am rechten Ufer des rechten Arms der Oka, wenig oberhalb der Einmündung der Para.
Schilowo ist Verwaltungszentrum des gleichnamigen Rajons Schilowo.

## Geschichte
Vor der mongolischen Invasion der Rus existierte an Stelle der heutigen Siedlung im 11. bis 12. Jahrhundert die Stadt Nersk oder Nelsk, die in den Chroniken des Jahres 1147 erstmals erwähnt wurde und ein bedeutendes Handels- und Handwerkszentrum war. Nach der Zerstörung durch die Mongolen entstand der Ort neu und gelangte im 14. Jahrhundert in den Besitz der Bojarenfamilie Schilowski. Nach dieser wurde er in Folge als Schilowskoje oder Schilowo bezeichnet. Gegen Ende des 14. Jahrhunderts wurde Schilowo in einer „Liste Rjasaner Städte“ als „Stadt“ geführt.
Nach dem endgültigen Anschluss des Fürstentums Rjasan, zu dem der Ort gehörte, an das Großfürstentum Moskau Anfang des 16. Jahrhunderts entstanden im Bereich um Schilowo Teilabschnitte der Verhaulinie des Moskauer Staates, die Saposchoker Linie und die Schazker Linie. In dieser Zeit gab es beim Ort eine für den Getreidehandel bedeutsame Anlegestelle an der Oka. Gegen Ende des 17. Jahrhunderts war Schilowo nur noch eine kleinere Siedlung.
Einen Aufschwung nahm der Ort ab Ende des 19. Jahrhunderts, als die Eisenbahnstrecke vorbeigeführt wurde, die Moskau über Rjasan und Rusajewka mit Kasan sowie wenig später über Sysran mit Samara verband. Auf diesem Abschnitt wurde die Strecke am 13. September 1893 durch die private Gesellschaft der Moskau-Kasaner Eisenbahn eröffnet.
Im Rahmen einer Verwaltungsreform wurde Schilowo 1929 Verwaltungszentrum eines neu gegründeten Rajons. 1938 erhielt sie den Status einer Siedlung städtischen Typs.

### Bevölkerungsentwicklung
| Jahr | Einwohner |
| ---- | --------- |
| 1939 | 5.315     |
| 1959 | 9.424     |
| 1970 | 12.685    |
| 1979 | 13.965    |
| 1989 | 18.374    |
| 2002 | 16.572    |
| 2010 | 15.669    |

Anmerkung: Volkszählungsdaten

## Kultur und Sehenswürdigkeiten
In Schilowo ist die Mariä-Entschlafens-Kirche (Церковь Успения Пресвятой Богородицы, Zerkow Uspenija Preswjatoi Bogorodizy), kurz auch Uspenski-Kirche erhalten, die an Stelle einer älteren Holzkirche in der Mitte des 19. Jahrhunderts errichtet und 1864 geweiht wurde.
Es existiert ein Heimatmuseum. Eine Schilderung des Museums und seiner Bestände erfolgte Anfang 2014 in der Frankfurter Allgemeinen Zeitung.

## Wirtschaft und Infrastruktur
In Schilowo gibt es Betriebe der Baumaterialienwirtschaft (Sande und Tone, Betonfertigteile, Kunststoffrohre und -planen) und der Lebensmittelindustrie (Fleisch, Stärke, Pflanzenöl).
Die Siedlung liegt an der Eisenbahnstrecke Moskau – Rusajewka – Samara (Streckenkilometer 308). Einige Kilometer südlich des Ortes verläuft die Fernstraße M5, die Moskau über Samara und Ufa mit Tscheljabinsk verbindet. Bei Schilowo zweigt von dieser die Regionalstraße 61K-009 ab, die okaabwärts nach Kassimow führt, während die Fernstraße den Lauf der Oka verlässt, dem sie ab Kolomna in wechselnder Entfernung auf mehr als 150 Kilometern gefolgt war.
Schilowo besitzt eine Anlegestelle im Verlauf der Binnenwasserstraße auf der Oka. Wenig südlich des Ortes verlaufen die Erdölpipeline Nischni Nowgorod – Rjasan und die Erdgaspipeline „Mittelasien–Zentrum“.

## Persönlichkeiten

### In Schilowo geborene Persönlichkeiten
- Swetlana Konowalowa (* 1990), Skiläuferin, Biathletin

### Ehrenbürger von Schilowo
- Nikolai Gratschow (1930–2013), Armeegeneral